# احمد گلشیری
احمد گلشیری (۱۳ اسفند ۱۳۱۵ – ۱۱ مرداد ۱۴۰۱) مترجم ایرانی ادبیات داستانی بود. وی فعالیت ادبی خود را از حلقه ادبی جنگ اصفهان آغاز کرد. وی برادر هوشنگ گلشیری و پدر سیامک گلشیری بود.

## زندگی‌نامه
احمد گلشیری تحصیلات ابتدایی را در آبادان سپری کرد و تا کلاس دهم همان‌جا ماند. سپس به اصفهان رفت و در آنجا دورهٔ دبیرستان را در دبیرستان ادب پشت سر گذاشت. گلشیری الفبای زبان انگلیسی را در انجمن ایران و آمریکا و شورای فرهنگی بریتانیای اصفهان آموخت. سپس در دانشکدهٔ ادبیات اصفهان درس خواند.
احمد گلشیری معتقد است کافه‌نشینی جزئی ضروری از شهرنشینی است. او عصرها پس از کار تدریس زبان، به کافهٔ پارک اصفهان واقع در چهارباغ می‌رفت و در آنجا با یاران جُنگ اصفهان دیدار می‌کرد. گلشیری داستان یک گوشهٔ پاک و پرنور ارنست همینگوی را که نخستین ترجمهٔ او است، در همین کافه ترجمه کرد و در جمع یاران جُنگ خواند. گلشیری معتقد است که هنر و ادبیات در سایهٔ تبادل آرا و عقاید در کافه‌ها است که می‌تواند رشد کند و احتمالاً به کشف راه‌های تازه دست یازد و به هنر و ادبیات سده ۲۰ میلادی اشاره می‌کند که در کافه‌های پاریس و مادرید به بالندگی رسید و تحول پیدا کرد. یاران جنگ اصفهان در کافهٔ یاد شده گرد می‌آمدند، آثار خود را برای هم می‌خواندند و به تبادل نظر می‌پرداختند.
کافهٔ پارک پس از فراز و فرودهایی سرانجام به دستور مقامات وقت بسته شد و یاران جُنگ پراکنده شدند. احمد گلشیری به تهران رفت و در مرکز انتشارات آموزشی به کار مشغول شد. او صبح‌ها به کار سردبیری مجلهٔ پیک جوانان می‌پرداخت و بعدازظهرها در تریای هتل پالاس تهران برای کانال دوم تلویزیون ملی ایران به ترجمهٔ متن فیلم مشغول می‌شد.
از میان آثاری که احمد گلشیری ترجمه کرده، مجموعهٔ چند جلدی داستان و نقد داستان است که جلد یکم آن در سال ۱۳۶۸، جلد دوم در سال ۱۳۷۰، جلد سوم در سال ۱۳۷۶، و جلد چهارم در سال ۱۳۷۸ به چاپ رسید و دوازده سال از عمر گلشیری را به خود اختصاص داد. این مجموعه بعدها با بازنگری به سه جلد تغییر یافت و در کلاس‌های گوناگون داستان‌نویسی تدریس شد.
مجموعهٔ دیگر آثار احمد گلشیری مجموعهٔ ده رمان است با عنوان‌های ساعت شوم، نوشتهٔ گابریل گارسیا مارکز؛ پدرو پارامو، نوشتهٔ خوان رولفو؛ نفرین ابدی بر خوانندهٔ این برگ‌ها، نوشتهٔ مانوئل پوئیگ؛ ناپدیدشدگان، نوشتهٔ آریل دورفمن؛ از عشق و دیگراهریمنان، نوشتهٔ گابریل گارسیا مارکز؛ گرسنه، نوشتهٔ کنوت هامسون؛ شکار انسان، نوشتهٔ خوزه ایبالدو ریبیرو؛ دوئل، نوشتهٔ آنتون چخوف ؛ سال‌های سگی، نوشتهٔ ماریو بارگاس یوسا؛ چه کسی پالومینو مالرو را کشت، نوشتهٔ ماریو بارگاس یوسا، که در سال‌های ۱۳۶۲ تا ۱۳۸۳ منتشر شده‌اند.
از دیگر آثار احمد گلشیری مجموعهٔ بهترین داستان‌های کوتاه نویسندگان بزرگ است که از میان آنها بهترین داستان‌های آنتون چخوف در سال ۱۳۸۱؛ بهترین داستان‌های ارنست همینگوی در سال ۱۳۸۴؛ بهترین داستان‌های گابریل گارسیا مارکز در سال ۱۳۸۴، و بهترین داستان‌های جیمز جویس در سال ۱۳۸۸ همراه با مقدمه‌های مفصلی که سبب شهرت این چند مجموعه شده چاپ شدند.

### درگذشت
احمد گلشیری در ۱۱ مرداد ۱۴۰۱ درگذشت.

## آثار
ترجمه‌ها:
- گرسنه، کنوت هامسون، انتشارات نگاه
- سال‌های سگی، ماریو بارگاس یوسا
- ساعت شوم: به همراه دو مصاحبه با نویسنده، گابریل گارسیا مارکز، ۱۳۶۲
- ساموئل بکت، ویلیام یورک تیندال، ۱۳۵۱
- دلتنگی‌های نقاش خیابان چهل و هشتم، جروم دیوید سالینجر، ۱۳۶۴
- پرندگان مرده و پانزده داستان دیگر، گابریل گارسیا مارکز، ۱۳۷۴
- بهترین داستان‌های کوتاه، گابریل گارسیا مارکز
- بهترین داستان‌های کوتاه، ارنست همینگوی
- بهترین داستان‌های کوتاه، آنتون چخوف
- داستان و نقد داستان، گزیده، ۱۳۶۸
- پدرو پارامو، خوان رولفو
- نفرین ابدی بر خوانندهٔ این برگ‌ها، مانوئل پوییگ، ۱۳۷۹، نشر آفرینگان (تهران)
- از عشق و دیگر اهریمنان، گابریل گارسیا مارکز